# Asialeyrodes dubius
Asialeyrodes dubius là một loài côn trùng cánh nửa trong họ Aleyrodidae, phân họ Aleyrodinae.
Asialeyrodes dubius được Martin & Mound miêu tả khoa học đầu tiên năm 2007.